# Flournoy Miller
Flournoy Eakin Miller (14 de abril de 1887 – 6 de junio de 1971), a veces acreditado como F. E. Miller, fue un artista afroamericano, actor, letrista, productor y dramaturgo de nacionalidad estadounidense. Entre 1905 y 1932 formó un popular duo junto a Aubrey Lyles, Miller and Lyles. Descrito como "un innovador que dio un importante avance a la comedia y al mundo del espectáculo negro," y como "una de las figuras fundamentales en el desarrollo del teatro musical afroamericano en Broadway", escribió muchos espectáculos de vodevil de éxito y obras representadas en el circuito de Broadway, entre ellos el influyente Shuffle Along (1921), además de trabajar en varios race films (películas de raza) entre los años 1930 y 1950.

## Biografía
Nacido en Columbia, Tennessee, era el segundo hijo del editor de un periódico negro. Su hermano mayor, Irvin C. Miller, también fue un destacado artista de vodevil y productor teatral. Estudió en la Universidad Fisk en Nashville, Tennessee, donde empezó a actuar formando parte de un duo cómico, Miller and Lyles, que formaba junto a un amigo de la infancia, Aubrey Lyles.  A partir de 1905, Miller y Lyles fueron contratados por Robert Mott para ser dramaturgos de la compañía de repertorio Pekin Theater en Chicago. Ellos actuaban con la compañía en blackface (cara maquillada de negro), y en el show The Colored Aristocrats presentaron los personajes de Steve Jenkins (Miller) y Sam Peck (Lyles), con los cuales trabajaron durante varios años.
Con Marion A. Brooks, Miller fundó la compañía de repertorio Bijou en Montgomery (Alabama) en 1908. Una de las primeras compañías teatrales negras del Sur de Estados Unidos, desapareció poco después, y Miller volvió a Chicago. En 1909, Miller y Lyles viajaron a Nueva York, donde empezaron a actuar en el circuito de vodevil, confiando en los números cómicos más que en la canción y el baile. Desarrollaron ideas cómicas que más tarde fueron copiadas por otros artistas, tales como el número de boxeo sin guantes que jugaba con el contraste entre la gran estatura de Miller y la pequeña de Lyles, o la finalización de las frases del compañero. En 1915 actuaron en la producción de André Charlot Charlot's Revue en Inglaterra, y de vuelta a los Estados Unidos trabajaron con Abbie Mitchell en Darkydom, un musical con banda sonora de James Reese Europe que fue la primera gran producción cómica musical negra.
Durante varios años siguieron trabajando juntos en el circuito de vodevil Benjamin Franklin Keith, así como escribiendo y produciendo diferentes espectáculos. El guion de Miller para The Mayor of Dixie fue la base para Shuffle Along, estrenado en 1921, un musical del circuito de Broadway con música de Eubie Blake y letras de Noble Sissle. El show "estableció estilo durante más de una década, inspirando muchas imitaciones," y presentó la canción "I'm Just Wild About Harry". Miller y Lyles también protagonizaron el show, encarnando a Steve Jenkins y Sam Peck. Aunque el libreto de Shuffle Along es acreditado a Miller y Lyles, Miller fue el autor principal. También en 1921, Orlando Kellum hizo un corto con Miller y Lyles interpretando su canción "De Ducks" mediante el proceso sonoro ideado por Kellum y llamado Photokinema.  
Shuffle Along se representó hasta 1924. Entre 1922 y 1925, Miller y Lyles también hicieron diferentes grabaciones para el sello Okeh Records. La pareja escribió una pieza en tres actos, The Flat Below, y Miller también escribió otra obra, Going White. Miller y Lyles siguieron colaborando durante varios años, en los cuales escribieron y actuaron en Broadway con shows como Runnin' Wild (uno de los primeros espectáculos en popularizar el Charlestón, en 1923, con música de James P. Johnson), Rang Tang (1927, codirigido por ellos), y Keep Shuffling (1928), este último con música de Fats Waller. Ambos se separaron en 1928, mientras Miller trabajaba con Eubie Blake en Lew Leslie's Blackbirds of 1930 en Broadway. Miller y Lyles volvieron a reunirse para actuar en la radio, y además amenazaron con demandar a Freeman Gosden y Charles Correll, escritores e intérpretes del show radiofónico Amos 'n' Andy, por considerar que plagiaban su número. Sin embargo, el caso se desestimó tras fallecer Lyles en 1932, en una época en la que el dúo intentaba sacar adelante un nuevo show, Shuffle Along of 1933.
En los años 1930, Miller trabajó cada vez más con la industria del cine, colaborando en particular con el comediante Mantan Moreland, con el que también actuó en el vodevil. Participó como actor y guionista en varias películas de reparto negro entre los años 1930 y 1950, entre ellos los westerns Harlem on the Prairie (1937), Harlem Rides the Range (1939), y The Bronze Buckaroo (1939). Miller se mudó a Hollywood, pero conservó el interés por las producciones teatrales, entre ellas un show sin éxito, Shuffle Along of 1952. Además, trabajó con los productores de Amos 'n' Andy como asesor de guiones y recomendando a Tim Moore para formar parte del reparto de la versión televisiva del show.
Flournor Miller falleció en Hollywood, California, en 1971, a los 86 años de edad, a causa de un fallo cardiaco. Su hija fue la arpista de jazz Olivette Miller, siendo familiar de él la escritora y libretista Sandra Seaton.
Miller fue nominado a título póstumo a un Premio Tony en 1979 por sus contribuciones al teatro musical.